# Euphumosia elegans
Euphumosia elegans är en tvåvingeart som beskrevs av Paramonov 1961. Euphumosia elegans ingår i släktet Euphumosia och familjen spyflugor. Inga underarter finns listade i Catalogue of Life.